# Pałac Pareńskich w Krakowie

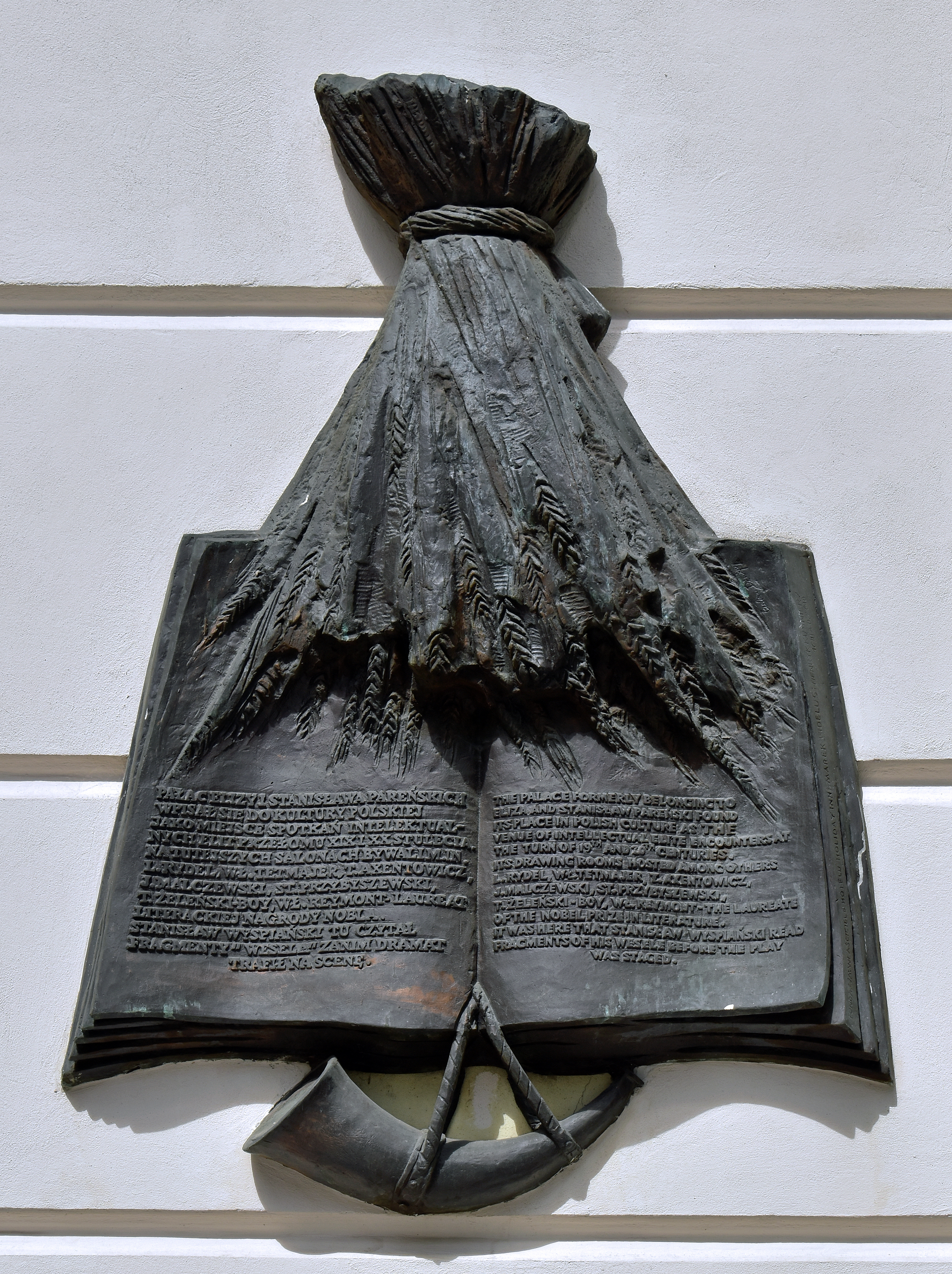
Tablica upamiętniająca salon Pareńskich

Pałac Pareńskich – zabytkowy budynek znajdujący się w Krakowie, w dzielnicy I Stare Miasto przy ul. Wielopole 4, na Wesołej.
Klasycystyczny, trzykondygnacyjny budynek powstał przed 1878 rokiem. Był własnością Elizy i Stanisława Pareńskich.
W salonie państwa Pareńskich bywali członkowie krakowskiej cyganerii artystycznej Włodzimierz Tetmajer, Lucjan Rydel, Jacek Malczewski, Teodor Axentowicz, Boy, Stanisław Przybyszewski. Tutaj Stanisław Wyspiański czytał fragmenty swojego dramatu „Wesele” zanim trafił on na scenę.
Obecnie (2024) budynek jest częścią kompleksu hotelu Holiday Inn.

## Źródła
- Praca zbiorowa Encyklopedia Krakowa, Wydawnictwo Naukowe PWN, Warszawa-Kraków 2000, ISBN 83-01-13325-2